# Османов, Эльбрус Амирханович
Эльбрус Амирханович Османов (кум. Османланы Эльбрус Амирханны уланы) — российский кикбоксёр дагестанского происхождения, выступающий под эгидой One Championship в легчайшей весовой категории. Чемпион первенства России по тайскому боксу (2017), обладатель Кубка России по кикбоксингу (2017 и 2021), обладатель Кубка мира по кикбоксингу (2019).

## Биография
Эльбрус родился в селе Баташюрт, Хасавюртовском районе Дагестана, в семье основателя секции боевых искусств в родовом селе, Османова Амирхана и домохозяйки Саиды. Эльбрус - старший из 4-х детей в семье. В возрасте 7-лет Эльбрус пошел в первый класс в сельскую школу, где проучился до девятого класса. После учебы поступил и окончил Хасавюртовский педагогический колледж.

### Спортивная карьера
Отец Эльбруса с раннего детства прививал любовь к кикбоксингу. С 2012 года он твердо для себя решил, что хочет связать свое будущее с профессиональным спортом и выступал на различных спортивных соревнованиях, готовясь в зале своего отца. В 2017 году Эльбрус побеждает в первенстве России по тайскому боксу и в том же году становится чемпионом Кубка России по кикбоксингу и уже через два года, в 2019 году становится обладателем Кубка мира по кикбоксингу. После смерти отца Эльбрус часто менял клубы, недолго оставаясь на одном месте, пока по рекомендациям знакомых и друзей, его дорога не привела в клуб «Ахмат». Руководство клуба, увидев талант в подающем надежды спортсмене, в 2019 году пригласило его в команду. В застенках клуба «Ахмат», Эльбрус уже становится чемпионом Кубка России 2021-го года, где продолжает свою спортивную карьеру по сегодняшний день. Сейчас Эльбрус проживает и тренируется в Паттайя.

## Титулы и достижения
- 2-х кратный Чемпион России по кикбоксингу
- Чемпион мира по кикбоксингу

## Социальные сети
- https://instagram.com/osm_elbrus
- https://vk.com/osm_elbrus
- https://youtube.com/@osm_elbrus
- https://www.tiktok.com/@osm_elbrus?_t=8dK7JeDjgZu&_r=1